# 229 av. J.-C.
Cette page concerne l'année 229 av. J.-C. du calendrier julien proleptique.

## Événements
- Printemps : 
  - Les pirates illyriens de la reine Teuta s’attaquent à la ville d’Epidamne, mettent la main sur Corcyre, et bloquent l'île d'Issa qui demande le secours de Rome[1], ce qui provoque la première guerre d'Illyrie, qui contraint la reine Teuta à capituler et à céder à Démétrios de Pharos une partie de ses États. Le royaume de Démétrios ainsi créé, les cités grecques de la côte (Epidamne, Apollonia, Oricum), les îles de Corcyre et d’Issa, quelques peuples barbares du voisinage (Parthiniens, Atintans) passent sous protectorat romain (printemps 228 av. J.-C.). Rome contrôle les voies reliant les Balkans et l’Italie, et s’empare également de l’Altintania (basse vallée de l’Aôos), point de départ de la route de Macédoine[2].
  - Début du règne d' Antigonos III Doson, roi de Macédoine (fin en 221 av. J.-C.)[3]. Il restaure l’influence macédonienne dans le Péloponnèse où il est appelé par les Achéens, inquiets des réformes révolutionnaires du Lacédémonien Cléomène III (227 av. J.-C.). Il accepte peut-être la constitution d’un koinon (ligue) des Macédoniens, qui doit dans une certaine mesure limiter son absolutisme.
  - Athènes profite de la mort de Démétrios II pour retrouvrer sa liberté et chasse les garnisons macédoniennes du Pirée et de l'Attique avec l'aide d'Aratos de Sicyone[4]. Athènes retrouvre une autonomie totale, au moins en apparence[5].
- Mai : Argos et Hermione entrent dans la Ligue achéenne[6].
- 27 mai (21 avril du calendrier romain) : début à Rome du consulat de Lucius Postumius Albinus et Cnaeus Fulvius Centumalus[7].

- Guerre entre Attale Ier de Pergame et Antiochos Hiérax (229/227 av. J.-C.)[8]. Attale conquiert l’Asie Mineure après trois victoires successives en Phrygie, sur l’Hellespont, au lac Coloe en Lydie et sur la rivière Harpasus en Carie.

## Naissances
- Qin Er Shi, empereur chinois.

## Décès en 229 av. J.-C.
- Démétrios II, roi de Macédoine